# Kwintus Serwiliusz Cepion
Kwintus Serwiliusz Cepion (łac. Quintus Servilius Caepio) – konsul roku 106 p.n.e. i namiestnik Galii Narbońskiej w randze prokonsula z roku 105 p.n.e. Jeden z dowódców wojsk rzymskich w bitwie z Cymbrami i Teutonami pod Arausio.
Pochodził z patrycjuszowskiego rodu Serwiliuszy (łac. gens Servilia). Syn Kwintusa Serwiliusza Cepiona konsula roku 140 p.n.e., być może dziad Serwilii, matki Marka Juniusza Brutusa, jednego z zabójców Juliusza Cezara.
Zarządca prowincji Hispania Ulterior. W 108 p.n.e. jako propretor odbył triumf w wyniku zwycięstwa nad Luzytanami, o czym informują Waleriusz Maksymus i Eutropiusz (Facta et Dicta Memorabilia VI.9.13, Brewiarium IV.27). Jako konsul roku 106 p.n.e. próbował przeprowadzić prawo (łac. Servilia lex) przywracające senatorom uprawnienia odebrane im przez reformy Tyberiusza Grakcha i Sempronia lex (Tacyt Roczniki XII.60).
W roku następnym, ze względu na zagrożenie ze strony Cymbrów i Teutonów został namiestnikiem prowincji Gallia Narbonensis w randze prokonsula. Strabon i Kasjusz Dion twierdzą, że wykorzystał rebelię miejscowych Tektosagów do złupienia ich pełnej bogactw świątyni w Tolosie. Złoto miało pochodzić z Delf okradzionych w trakcie najazdu Celtów na Grecję w 279 p.n.e. (Geografia IV.1.14, Historia rzymska XXVII.90-91).  W wyniku spodziewanego ataku Germanów, do prowincji przybyła kolejna armia pod dowództwem ekwickiego konsula Gnejusza Maliusza Maksymusa. Obaj politycy nie mogli dojść do porozumienia. Cepion nie chciał podporządkować się wyższemu rangą, ale niższemu stanem Maliuszowi. Nawet w obliczu realnego zagrożenia, po utracie armii Marka Aureliusza Skaurusa odmówił połączenia sił, ale obawiając się zwycięstwa konkurenta i tego, że cała chwała pokonania Cymbrów spadnie na niego, przybył na pole bitwy. W wyniku braku komunikacji, o co zabiegali nawet zwykli żołnierze, bitwa pod Arausio została przegrana, a dwie armie konsularne całkowicie rozbite. Liwiusz pisze (Ab Urbe Condita – fragmenty utraconych dzieł LXVII), że życie straciło 120 tys. żołnierzy (80 tys. legionistów i 40 tys. służby obozowej), chociaż dzisiejsze szacunki to ok. 20 tys. poległych. Bez wątpienia była to jedna z największych klęsk armii rzymskiej zadana przez Germanów, porównywalna z tą z Lasu Teutoburskiego w 9 n.e. (Tacyt Germania XXXVII). 
Kwintus Serwiliusz, który przeżył katastrofę, został 10 lat później osądzony, uznany winnym i pozbawiony majątku. Według Liwiusza był pierwszym Rzymianinem od czasów ustanowienia republiki, którego to spotkało.